# 3 september
3 september är den 246:e dagen på året i den gregorianska kalendern (247:e under skottår). Det återstår 119 dagar av året.

## Återkommande bemärkelsedagar

### Nationaldagar
- Qatars nationaldag.
- San Marinos nationaldag.

## Namnsdagar

### Svenska almanackan
- Nuvarande – Alfhild och Alva
- Föregående i kronologisk ordning[1][2]

- Före 1680 – Mansuetus

Infört till minne av Mansuetus den förste biskopen av Tullum Leucorum
- 1680–1900 – Serafia

Infört 1680 till minne av Sankta Serafia en romersk jungfru som dog martyrdöden på 100-talet, men utgick 1901.
- 1901–1985 – Alfhild
- 1986–1992 – Alfhild, Alfons och Arja

Alfons flyttades 2001 till 6 augusti. Arja utgick 1993.
- 1993–2000 – Alfhild och Alfons
- Från 2001 – Alfhild och Alva

Alva infördes 1986 på 18 september. 1993 flyttades det till 21 juni och 2001 till dagens datum.

### Finlandssvenska almanackan
- Nuvarande från 1929[3] – Solveig
- I föregående revideringar[a][4]
  - inga ändringar sedan 1929

## Händelser
- 301 – San Marino, en av världens minsta nationer och den äldsta ännu existerande republiken grundas av Sankt Marinus.
- 590 – Sedan Pelagius II har avlidit den 7 februari väljs Gregorius I till påve.
- 1011 – Njál, centralgestalten i Njáls saga, omkommer i en mordbrand.
- 1189 – Sedan Henrik II har avlidit den 6 juli efterträds han som kung av England av sin son Rikard I Lejonhjärta.
- 1651 – England och Irland står utan regent sedan två år tillbaka, medan Skottland sedan Karl I:s avrättning 1649 har erkänt hans son Karl II som skotsk kung. Nu tvingas dock denne gå i exil och Oliver Cromwell inordnar även Skottland i det engelska samväldet, som han två år senare utropar sig till lordprotektor över.
- 1658 – Vid Oliver Cromwells död efterträds han som lordprotektor över det engelska samväldet av sin son Richard Cromwell.
- 1783 – USA blir erkänd självständig stat.
- 1914 – Sedan Pius X har avlidit den 20 augusti väljs Giacomo Paolo Giovanni Battista della Chiesa till påve och tar namnet Benedictus XV.
- 1939 – Efter Tysklands anfall mot Polen den 1 september och uteblivet tyskt svar på ultimatumet från Frankrike och Storbritannien om omedelbart tillbakadragande förklarar Frankrike och Storbritannien krig mot Tyskland.
- 1942 – Svenska Norgehjälpen bildas.
- 1943 – Italienska fastlandet invaderas av allierade trupper.
- 1967 – Högertrafikomläggningen genomförs i Sverige klockan 5.00 denna söndag.
- 1971 – Storbritanniens protektorat över Qatar upphör.[5]
- 1981
  - Anwar Sadat tvingar Shenouda III, påve och patriark av Alexandria, överhuvud för koptisk-ortodoxa kyrkan, att gå i exil, och ersätter kyrkans hierarkiska patriarkat med en biskopskommitté.
  - Kvinnokonventionen träder i kraft.
- 1983 – Marianne Berglund vinner VM i cykel på landsväg i Schweiz.
- 1993 – Svensk premiär av den Oskarsbelönade filmen Jurassic Park.
- 2006 – Kajakrekord Äventyraren Lasse Schmidt avslutar den första solopaddlingen i kajak mellan Sverige och Estland. Paddlingen tog 50 timmar att genomföra utan sömn.Dokumentation
- 2017 – Nordkorea utför kärnvapenprov.

## Födda
- 1499 – Diane de Poitiers, fransk hovdam, älskarinna till Henrik II av Frankrike.
- 1699 – Carl Carlskiöld, svenskt krigsråd och landshövding i Västmanlands län
- 1728 – Matthew Boulton, brittisk fabrikant och ingenjör
- 1781 – Eugène de Beauharnais, styvson till Napoleon I
- 1788 – Gustaf Erik Pasch, svensk kemist, Uppfinnare av säkerhetständstickan
- 1805 – Isaac S. Pennybacker, amerikansk demokratisk politiker och jurist, senator (Virginia)
- 1807 – Elias Wilhelm Ruda, svensk skald och litteraturkritiker
- 1814
  - James Joseph Sylvester, brittisk matematiker
  - Mathilda Gelhaar, svensk skådespelare och operasångare
- 1831 – Henry L. Mitchell, amerikansk demokratisk politiker och jurist, guvernör i Florida
- 1856 – Selma Ek, svensk operasångerska
- 1861 – James Hartness, amerikansk republikansk politiker och uppfinnare, guvernör i Vermont
- 1863 – Hans Aanrud, norsk författare
- 1866 – Hugh Ike Shott, amerikansk republikansk politiker och publicist, senator (West Virginia)
- 1869 – Fritz Pregl, österrikisk kemist, mottagare av Nobelpriset i kemi 1923
- 1875 – Ferdinand Porsche, österrikisk bilkonstruktör
- 1888 – Eric Malmlöf, svensk skådespelare
- 1892 – Karl Kinch, svensk skådespelare, teaterledare, regissör och operettsångare (tenor)
- 1899 – Frank Macfarlane Burnet, australisk virolog,  mottagare av Nobelpriset i fysiologi eller medicin 1960
- 1900 – Urho Kekkonen, finländsk politiker, president
- 1901 – Bullan Weijden, svensk skådespelare och sångare
- 1905 – Carl D. Anderson, amerikansk experimentalfysiker, mottagare av Nobelpriset i fysik 1936
- 1910 – Maurice Papon, fransk ämbetsman, dömd krigsförbrytare
- 1913 – Alan Ladd, amerikansk skådespelare
- 1930 – Catherine Baker Knoll, amerikansk demokratisk politiker
- 1931 – Ingmar Lindmarker, svensk utrikeskorrespondent
- 1933 – Tompall Glaser, amerikansk countrymusiker
- 1935 – Assar Rönnlund, skidåkare, sportradiokommentator, OS-guld i stafett och OS-silver 1964, mottagare av Svenska Dagbladets guldmedalj 1962
- 1936 – John Olver, amerikansk demokratisk politiker, kongressledamot
- 1938 – Ryoji Noyori, japansk kemist, mottagare av Nobelpriset i kemi
- 1940
  - Pauline Collins, brittisk skådespelare
  - Eduardo Galeano, uruguayansk författare
- 1941 – Jenny Maxwell, amerikansk skådespelare
- 1943 – Al Jardine, amerikansk popmusiker (The Beach Boys)
- 1947
  - Kjell Magne Bondevik, norsk politiker, statsminister
  - Michael Connarty, brittisk parlamentsledamot för Labour Party
- 1949 – Patriark Petrus VII av Alexandria, grekisk-ortodox patriark av Alexandria
- 1950 – Thomas M. Reynolds, amerikansk republikansk politiker
- 1953 – Jean-Pierre Jeunet, fransk regissör
- 1958 – Helén Söderqvist-Henriksson, svensk skådespelare
- 1959 – Cocoa Tea, jamaicansk reggaeartist
- 1965 – Charlie Sheen, amerikansk skådespelare
- 1968 – Felix Engström, svensk skådespelare
- 1969
  - Robert Karlsson, svensk golfspelare
  - Dominic West, brittisk skådespelare
  - Hidehiko Yoshida, japansk judoutövare
- 1971
  - Jimmy Endeley, svensk skådespelare
  - Martin Sundbom, svensk skådespelare
- 1971 – Jakob Piil, dansk cyklist
- 1973 – Jennifer Paige, amerikansk singer/songwriter
- 1974
  - Martin Gerber, schweizisk ishockeyspelare
  - Magnus Silfvenius, svensk programledare
- 1975 – Redfoo, amerikansk sångare
- 1976 – Ashley Jones, amerikansk skådespelare
- 1977 – Olof Mellberg, svensk fotbollsspelare
- 1980 – Andreas Chenardière, svensk skådespelare
- 1984 – Garrett Hedlund, amerikansk skådespelare
- 1985 – Shomari Figures, amerikansk demokratisk politiker
- 1987 – Shaun White, amerikanskt snowboard- och skateboardproffs
- 1988 – Jérôme Boateng, tysk professionell fotbollsspelare

## Avlidna
- 1658 – Oliver Cromwell, 59, lordprotektor över England, Skottland och Irland
- 1792 – Maria Teresa Luisa av Savojen, 42, fransk prinsessa, hovdam åt Marie-Antoinette
- 1858 – George Tyler Wood, 63, amerikansk demokratisk politiker och militär, guvernör i Texas
- 1867 – James A. McDougall, 49, amerikansk demokratisk politiker, senator (Kalifornien)
- 1872 – Immanuel Nobel den yngre, 71, svensk ingenjör, arkitekt, uppfinnare och industriman
- 1877 – Adolphe Thiers, 80, fransk historiker, statsman och politiker, chef för verkställande makten i Frankrike (Frankrikes statschef) 1871 och Frankrikes president
- 1883 – Ivan Turgenjev, 64, rysk författare
- 1897 – Louis Cavagnari, 38, anglo-indisk militär och diplomat
- 1913 – John Martin, 79, amerikansk demokratisk politiker, senator (Kansas)
- 1917
  - Albin Lavén, 56, svensk skådespelare
  - Henrik Menander, 63, sångdiktare, (Arbetets söner och svenska texten av Internationalen)
- 1923 – Frans Enwall, 64, svensk skådespelare
- 1948 – Edvard Beneš, 64, tjeckoslovakisk politiker, president
- 1949 – Vilhelm Ekelund, 68, svensk författare
- 1969 – Ho Chi Minh, nordvietnamesisk kommunistisk ledare; premiärminister och president (det vill säga diktator) i Nordvietnam
- 1978 – Karin Molander, svensk skådespelare
- 1980 – Dirch Passer, dansk skådespelare och manusförfattare
- 1982 – Frederic Dannay, amerikansk författare, ena halvan av Ellery Queen
- 1983 – Peter Ivarsson, svensk musiker
- 1991 – Frank Capra, amerikansk filmregissör
- 1994
  - Billy Wright, engelsk fotbollsspelare och tränare
  - Fylgia Zadig, svensk skådespelare.
- 2005 – William Rehnquist, amerikansk jurist, chefsdomare i USA:s högsta domstol
- 2011 – Sándor Képíró, ungersk misstänkt nazistförbrytare
- 2012
  - Michael Clarke Duncan, amerikansk skådespelare, mest känd för sin roll som John Coffey i Den gröna milen
  - Sun Myung Moon, sydkoreansk religiös ledare, grundare av Enighetskyrkan, även kallad Familjefederationen för Världsfred och Enighet
- 2014 – Niki Nordenskjöld, 38, svensk skådespelare